# Bracon fallax
Bracon fallax är en stekelart som beskrevs av Győző Szépligeti 1901. Bracon fallax ingår i släktet Bracon och familjen bracksteklar. Inga underarter finns listade.